# 6 Hours of Fuji 2018

Tor Fuji International Speedway

6 Hours of Fuji 2018 – długodystansowy wyścig samochodowy, który odbył się 14 października 2018 roku. Był on czwartą rundą sezonu 2018/2019 serii FIA World Endurance Championship.

## Harmonogram
| Dzień                      | Godzina | Sesja                             | Długość  |
| -------------------------- | ------- | --------------------------------- | -------- |
| Piątek, 12 października    | 11:00   | Pierwsza sesja treningowa         | 90 minut |
| Piątek, 12 października    | 15:30   | Druga sesja treningowa            | 90 minut |
| Sobota, 13 października    | 9:30    | Trzecia sesja treningowa          | 90 minut |
| Sobota, 13 października    | 14:00   | Kwalifikacje LMGTE Pro i LMGTE Am | 20 minut |
| Sobota, 13 października    | 14:30   | Kwalifikacje LMP1 i LMP2          | 20 minut |
| Niedziela, 14 października | 11:00   | Wyścig                            | 6 godzin |
| Źródło                     |         |                                   |          |

## Sesje treningowe
| Klasa          | Zespół                        | Samochód                 | Czas           | Okr.           |
| Sesja pierwsza | Sesja pierwsza                | Sesja pierwsza           | Sesja pierwsza | Sesja pierwsza |
| -------------- | ----------------------------- | ------------------------ | -------------- | -------------- |
| LMP1           | #8 Toyota Gazoo Racing        | Toyota TS050 Hybrid      | 1:25,847       | 43             |
| LMP2           | #28 TDS Racing                | Oreca 07                 | 1:30,360       | 45             |
| LMGTE Pro      | #66 Ford Chip Ganassi Team UK | Ford GT                  | 1:38,555       | 33             |
| LMGTE Am       | #98 Aston Martin Racing       | Aston Martin Vantage GTE | 1:39,763       | 43             |
| Sesja druga    |                               |                          |                |                |
| LMP1           | #8 Toyota Gazoo Racing        | Toyota TS050 Hybrid      | 1:23,973       | 30             |
| LMP2           | #36 Signatech Alpine Matmut   | Alpine A470              | 1:30,410       | 28             |
| LMGTE Pro      | #95 Aston Martin Racing       | Aston Martin Vantage GTE | 1:37,659       | 21             |
| LMGTE Am       | #88 Dempsey - Proton Racing   | Porsche 911 RSR          | 1:38,989       | 26             |
| Sesja trzecia  |                               |                          |                |                |
| LMP1           | #7 Toyota Gazoo Racing        | Toyota TS050 Hybrid      | 1:24,589       | 56             |
| LMP2           | #37 Jackie Chan DC Racing     | Oreca 07                 | 1:29,352       | 48             |
| LMGTE Pro      | #92 Porsche GT Team           | Porsche 911 RSR          | 1:36,851       | 37             |
| LMGTE Am       | #86 Gulf Racing               | Porsche 911 RSR          | 1:37,709       | 39             |

## Kwalifikacje
Pole position w każdej kategorii oznaczone jest pogrubieniem.
| Poz.   | Klasa     | Zespół                        | Średnia  | Strata  | Poz. s. |
| ------ | --------- | ----------------------------- | -------- | ------- | ------- |
| 1      | LMP1      | #8 Toyota Gazoo Racing        | 1:23,648 | —       | 1       |
| 2      | LMP1      | #1 Rebellion Racing           | 1:24,359 | +0,711  | 2       |
| 3      | LMP1      | #3 Rebellion Racing           | 1:24,533 | +0,885  | 3       |
| 4      | LMP1      | #17 SMP Racing                | 1:24,744 | +1,096  | 4       |
| 5      | LMP1      | #11 SMP Racing                | 1:25,146 | +1,498  | 5       |
| 6      | LMP1      | #4 ByKolles Racing Team       | 1:26,579 | +2,931  | 6       |
| 7      | LMP1      | #10 DragonSpeed               | 1:28,207 | +4,559  | 7       |
| 8      | LMP2      | #31 DragonSpeed               | 1:28,906 | +5,258  | 9       |
| 9      | LMP2      | #37 Jackie Chan DC Racing     | 1:29,203 | +5,555  | 10      |
| 10     | LMP2      | #38 Jackie Chan DC Racing     | 1:29,294 | +5,646  | 11      |
| 11     | LMP2      | #36 Signatech Alpine Matmut   | 1:29,432 | +5,784  | 12      |
| 12     | LMP2      | #28 TDS Racing                | 1:30,795 | +7,147  | 13      |
| 13     | LMP2      | #29 Racing Team Nederland     | 1:31,440 | +7,792  | 14      |
| 14     | LMP2      | #50 Larbre Compétition        | 1:32,677 | +9,029  | 15      |
| 15     | LMGTE Pro | #95 Aston Martin Racing       | 1:36,093 | +12,445 | 16      |
| 16     | LMGTE Pro | #82 BMW Team MTEK             | 1:36,275 | +12,627 | 17      |
| 17     | LMGTE Pro | #97 Aston Martin Racing       | 1:36,362 | +12,714 | 18      |
| 18     | LMGTE Pro | #67 Ford Chip Ganassi Team UK | 1:36,453 | +12,805 | 19      |
| 19     | LMGTE Pro | #71 AF Corse                  | 1:36,542 | +12,894 | 20      |
| 20     | LMGTE Pro | #51 AF Corse                  | 1:36,544 | +12,896 | 21      |
| 21     | LMGTE Pro | #81 BMW Team MTEK             | 1:36,737 | +13,089 | 22      |
| 22     | LMGTE Pro | #91 Porsche GT Team           | 1:36,776 | +13,128 | 23      |
| 23     | LMGTE Pro | #66 Ford Chip Ganassi Team UK | 1:36,967 | +13,319 | 24      |
| 24     | LMGTE Pro | #92 Porsche GT Team           | 1:37,109 | +13,461 | 25      |
| 25     | LMGTE Am  | #88 Dempsey - Proton Racing   | 1:38,336 | +14,688 | 26      |
| 26     | LMGTE Am  | #98 Aston Martin Racing       | 1:38,400 | +14,752 | 27      |
| 27     | LMGTE Am  | #77 Dempsey - Proton Racing   | 1:38,524 | +14,876 | 28      |
| 28     | LMGTE Am  | #56 Team Project 1            | 1:38,578 | +14,930 | 29      |
| 29     | LMGTE Am  | #90 TF Sport                  | 1:38,598 | +14,950 | 30      |
| 30     | LMGTE Am  | #61 Clearwater Racing         | 1:39,330 | +15,682 | 31      |
| 31     | LMGTE Am  | #86 Gulf Racing               | 1:39,355 | +15,707 | 32      |
| 32     | LMGTE Am  | #54 Spirit of Race            | 1:39,371 | +15,723 | 33      |
| 33     | LMGTE Am  | #70 MR Racing                 | 1:39,885 | +16,237 | 34      |
| 34     | LMP1      | #7 Toyota Gazoo Racing        | 1:23,678 | +0,030  | 8       |
| Źródła |           |                               |          |         |         |

## Wyścig

### Wyniki
Minimum do bycia sklasyfikowanym (70 procent dystansu pokonanego przez zwycięzców wyścigu) wyniosło 161 okrążeń. Zwycięzcy klas są oznaczeni pogrubieniem.
| Poz.              | Klasa     | Zespół                        | Kierowcy                                                | Samochód                    | Opony | Okr. | Czas/Strata   |
| ----------------- | --------- | ----------------------------- | ------------------------------------------------------- | --------------------------- | ----- | ---- | ------------- |
| 1                 | LMP1      | #7 Toyota Gazoo Racing        | Mike Conway Kamui Kobayashi José María López            | Toyota TS050 Hybrid         | M     | 230  | 6:00:21,800   |
| 2                 | LMP1      | #8 Toyota Gazoo Racing        | Sébastien Buemi Kazuki Nakajima Fernando Alonso         | Toyota TS050 Hybrid         | M     | 230  | +11,440       |
| 3                 | LMP1      | #1 Rebellion Racing           | Neel Jani André Lotterer Bruno Senna                    | Rebellion R13               | M     | 226  | +4 okrążenia  |
| 4                 | LMP1      | #11 SMP Racing                | Michaił Aloszyn Witalij Pietrow Jenson Button           | BR Engineering BR1 - AER    | M     | 219  | +11 okrążeń   |
| 5                 | LMP1      | #4 ByKolles Racing Team       | Oliver Webb Tom Dillmann James Rossiter                 | ENSO CLM P1/01 - Nismo      | M     | 219  | +11 okrążeń   |
| 6                 | LMP2      | #37 Jackie Chan DC Racing     | Jazeman Jaafar Weiron Tan Nabil Jeffri                  | Oreca 07                    | D     | 217  | +13 okrążeń   |
| 7                 | LMP2      | #38 Jackie Chan DC Racing     | Ho-Pin Tung Gabriel Aubry Stéphane Richelmi             | Oreca 07                    | D     | 217  | +13 okrążeń   |
| 8                 | LMP2      | #36 Signatech Alpine Matmut   | Nicolas Lapierre André Negrão Pierre Thiriet            | Alpine A470                 | D     | 217  | +13 okrążeń   |
| 9                 | LMP2      | #28 TDS Racing                | François Perrodo Matthieu Vaxivière Jean-Éric Vergne    | Oreca 07                    | D     | 216  | +14 okrążeń   |
| 10                | LMP2      | #50 Larbre Compétition        | Erwin Creed Romano Ricci Keiko Ihara                    | Ligier JS P217              | M     | 211  | +19 okrążeń   |
| 11                | LMGTE Pro | #92 Porsche GT Team           | Michael Christensen Kévin Estre                         | Porsche 911 RSR             | M     | 207  | +23 okrążenia |
| 12                | LMGTE Pro | #82 BMW Team MTEK             | Tom Blomqvist António Félix da Costa                    | BMW M8 GTE                  | M     | 207  | +23 okrążenia |
| 13                | LMGTE Pro | #67 Ford Chip Ganassi Team UK | Andy Priaulx Harry Tincknell                            | Ford GT                     | M     | 207  | +23 okrążenia |
| 14                | LMGTE Pro | #51 AF Corse                  | Alessandro Pier Guidi James Calado                      | Ferrari 488 GTE Evo         | M     | 207  | +23 okrążenia |
| 15                | LMGTE Pro | #91 Porsche GT Team           | Richard Lietz Gianmaria Bruni                           | Porsche 911 RSR             | M     | 207  | +23 okrążenia |
| 16                | LMGTE Pro | #95 Aston Martin Racing       | Marco Sørensen Nicki Thiim                              | Aston Martin Vantage AMR    | M     | 206  | +24 okrążenia |
| 17                | LMGTE Pro | #81 BMW Team MTEK             | Martin Tomczyk Nicky Catsburg                           | BMW M8 GTE                  | M     | 206  | +24 okrążenia |
| 18                | LMGTE Pro | #66 Ford Chip Ganassi Team UK | Stefan Mücke Olivier Pla                                | Ford GT                     | M     | 206  | +24 okrążenia |
| 19                | LMGTE Pro | #97 Aston Martin Racing       | Alexander Lynn Maxime Martin                            | Aston Martin Vantage AMR    | M     | 206  | +24 okrążenia |
| 20                | LMP2      | #31 DragonSpeed               | Roberto González Pastor Maldonado Anthony Davidson      | Oreca 07                    | M     | 205  | +25 okrążeń   |
| 21                | LMP2      | #29 Racing Team Nederland     | Frits van Eerd Giedo van der Garde Nyck de Vries        | Dallara P217                | M     | 204  | +26 okrążeń   |
| 22                | LMGTE Pro | #71 AF Corse                  | Davide Rigon Sam Bird                                   | Ferrari 488 GTE Evo         | M     | 202  | +28 okrążeń   |
| 23                | LMGTE Am  | #56 Team Project 1            | Jörg Bergmeister Patrick Lindsey Egidio Perfetti        | Porsche 911 RSR             | M     | 201  | +29 okrążeń   |
| 24                | LMGTE Am  | #90 TF Sport                  | Salih Yoluç Jonathan Adam Charlie Eastwood              | Aston Martin Vantage GTE    | M     | 201  | +29 okrążeń   |
| 25                | LMGTE Am  | #98 Aston Martin Racing       | Paul Dalla Lana Pedro Lamy Mathias Lauda                | Aston Martin Vantage GTE    | M     | 201  | +29 okrążeń   |
| 26                | LMGTE Am  | #86 Gulf Racing               | Michael Wainwright Benjamin Barker Thomas Preining      | Porsche 911 RSR             | M     | 201  | +29 okrążeń   |
| 27                | LMGTE Am  | #54 Spirit of Race            | Thomas Flohr Francesco Castellacci Giancarlo Fisichella | Ferrari F488 GTE            | M     | 200  | +30 okrążeń   |
| 28                | LMGTE Am  | #61 Clearwater Racing         | Weng Sun Mok Keita Sawa Matthew Griffin                 | Ferrari F488 GTE            | M     | 200  | +30 okrążeń   |
| Niesklasyfikowani |           |                               |                                                         |                             |       |      |               |
|                   | LMP1      | #10 DragonSpeed               | James Allen Ben Hanley                                  | BR Engineering BR1 - Gibson | M     | 179  |               |
|                   | LMP1      | #17 SMP Racing                | Stéphane Sarrazin Jegor Orudżew Matewos Isaakian        | BR Engineering BR1 - AER    | M     | 132  |               |
|                   | LMP1      | #3 Rebellion Racing           | Mathias Beche Thomas Laurent Gustavo Menezes            | Rebellion R13               | M     | 23   |               |
|                   | LMGTE Am  | #70 MR Racing                 | Motoaki Ishikawa Olivier Beretta Eddie Cheever III      | Ferrari F488 GTE            | M     | 14   |               |
| Zdyskwalifikowani |           |                               |                                                         |                             |       |      |               |
| [ e ]             | LMGTE Am  | #88 Dempsey - Proton Racing   | Satoshi Hoshino Giorgio Roda Matteo Cairoli             | Porsche 911 RSR             | M     | 201  |               |
| [ e ]             | LMGTE Am  | #77 Dempsey - Proton Racing   | Christian Ried Julien Andlauer Matt Campbell            | Porsche 911 RSR             | M     | 176  |               |

### Statystyki

#### Najszybsze okrążenie
| Klasa     | Kierowca         | Zespół                      | Czas     | Okr. |
| --------- | ---------------- | --------------------------- | -------- | ---- |
| LMP1      | José María López | #7 Toyota Gazoo Racing      | 1:25,603 | 153  |
| LMP2      | Anthony Davidson | #31 DragonSpeed             | 1:30,557 | 170  |
| LMGTE Pro | Tom Blomqvist    | #82 BMW Team MTEK           | 1:37,392 | 136  |
| LMGTE Am  | Matt Campbell    | #77 Dempsey - Proton Racing | 1:38,420 | 160  |
| Źródło    |                  |                             |          |      |